# Ixora solomonensis
Ixora solomonensis är en måreväxtart som först beskrevs av Colin Ernest Ridsdale, och fick sitt nu gällande namn av Arnaud Mouly och Birgitta Bremer. Ixora solomonensis ingår i släktet Ixora och familjen måreväxter. Inga underarter finns listade i Catalogue of Life.